# Acianthera serpentula
Acianthera serpentula  es una especie de orquídea epifita que se encuentra en  la Mata Atlántica en Brasil.

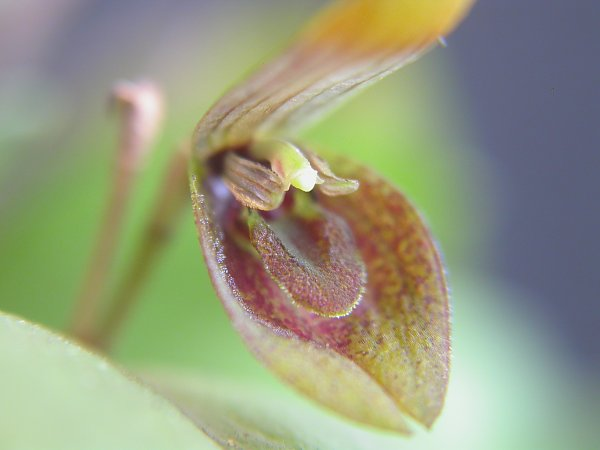
Detalle de la flor

## Taxonomía
Acianthera serpentula fue descrita por (Barb.Rodr.) F.Barros y publicado en Hoehnea 30: 187. 2003.
Etimología
Acianthera: nombre genérico que es una referencia a la posición de las anteras de algunas de sus especies.
serpentula: epíteto latino que significa "como una serpiente".
Sinonimia
- Pleurothallis punctata Barb.Rodr.
- Pleurothallis serpentula Barb.Rodr.
- Pleurothallis serpentula var. major Cogn.[4][5]